# كارلانتينو
كارلانتينو (بالإيطالية: Carlantino)‏ هي بلدية في مقاطعة فودجا في إقليم بوليا الإيطالي.

## السكان
في سنة 1861 بلغ عدد السكان 1٬552 نسمة، وتطور العدد ليصل في سنة 2011 لـ 1٬040 نسمة.
يظهر هذا المخطط البياني تطور النمو السكاني لـ كارلانتينو